# Rouina
Rouina (em árabe: روينة) é uma cidade localizada na província de Aïn Defla, no norte da Argélia. Sua população era de 21 572 habitantes, em 2008.